# Дрена (Боксберг)
Дре́на или Тра́не (нем. Drehna; в.-луж. Tranjeо файле) — деревня в Верхней Лужице, Германия. Входит в состав коммуны Боксберг района Гёрлиц в земле Саксония. Подчиняется административному округу Дрезден.

## География
Находится в южной части района Лужицких озёр примерно западнее от деревни Дельни-Вуезд. На севере деревни проходят железнодорожная линия и автомобильная дорога S 108.
Соседние населённые пункты: на востоке — деревня Дельни-Вуезд, на юго-востоке — деревня Манёв, на юге — деревня Рудей, на западе — деревня Древцы коммуны Лоза и на северо-западе — деревня Липины.

## История
Впервые упоминается в 1501 году под наименованием Drene.
С 1974 по 2007 года входила в коммуну Ухист. С 2007 года входит в состав современной коммуны Боксберг.
В настоящее время деревня входит в состав культурно-территориальной автономии «Лужицкая поселенческая область», на территории которой действуют законодательные акты земель Саксонии и Бранденбурга, содействующие сохранению лужицких языков и культуры лужичан.
Исторические немецкие наименования
- Drene, 1501
- Drähna, 1560
- Drehna, 1686
- Drehna, Trähna, Threne, 1815
- Grünhain, 1936—1947

## Население
Официальным языком в населённом пункте, помимо немецкого, является также верхнелужицкий язык.
Согласно статистическому сочинению «Dodawki k statisticy a etnografiji łužickich Serbow» Арношта Муки в 1884 году в деревне проживало 165 человек (из них — 165 серболужичан (100 %)).
Лужицкий демограф Арношт Черник в своём сочинении «Die Entwicklung der sorbischen Bevölkerung» указывает, что в 1956 году при общей численности в 144 человека серболужицкое население деревни составляло 81,9 % (из них верхнелужицким языком владело 96 взрослых и 22 несовершеннолетних).
| 1825 | 1871 | 1885 | 1905 | 1925 | 1939 | 1946 | 1950 | 1964 | 2011 |
| ---- | ---- | ---- | ---- | ---- | ---- | ---- | ---- | ---- | ---- |
| 109  | 185  | 145  | 132  | 164  | 145  | 145  | 142  | 148  | 94   |